# Jožef Venceslav Lihtenštajnski
Jožef Venceslav Lihtenštajnski (nemško Josef Wenzel Lorenz), avstrijski feldmaršal, * 9. avgust 1696, Praga, † 10. februar 1772, Dunaj.